# 和空姐同居的日子
《和空姐同居的日子》是一片现代都市言情小说，作者三十。
小说讲述的是一个外企员工陆飞与美丽空姐冉静之间发生的一段爱情故事。

## 电视剧改编
由姚晨、凌潇肃主演的电视剧《和空姐一起的日子》，改编自网络小说《和空姐同居的日子》。2010年3月26日在中国中央电视台电视剧频道开播，全剧在深圳拍摄完成。

### 主要演员
- 姚　晨 饰演 冉静
- 凌潇肃 饰演 陆飞
- 郭京飞 饰演 王磊
- 钱　芳 饰演 乐乐
- 陈　赫 饰演 程晓赫

## 电影改编
爱情电影《恋爱前规则》改编自网络小说《和空姐同居的日子》，由蒋钦民执导，2009年11月3日在中国大陆上映。获得摩纳哥国际电影节评委会大奖、艺木创意奖、最佳制片人奖。

### 主要演员
- 陈柏霖 饰演 陆飞
- 王珞丹 饰演 冉静
- 周奇奇 饰演 乐乐